# Affaire Andrew Geddes
Pour un article plus général, voir Violences sexuelles et sexistes dans le sport français.
L'affaire Andrew Geddes est une affaire judiciaire mettant en cause Andrew Geddes, entraîneur de tennis au sein du club de Sarcelles, puis directeur sportif au Levallois Sporting Club. Il est condamné en 2021, par la cour d’assises d'appel des Yvelines, à 18 ans de prison pour viols et agressions sexuelles de quatre jeunes filles mineures âgées de 12 à 17 ans au début des années 2000 et entre 2009 et 2014.

## Historique
Andrew Geddes, originaire du New Jersey aux États-Unis, a été lycéen à Versailles et a habité à Rueil-Malmaison. Il a exercé comme  entraîneur de tennis au sein du club de Sarcelles, puis comme directeur sportif du Levallois Sporting Club,,. 
En mai 2014, Andrew Geddes, est mis en examen pour « viols et agressions sexuelles » entre 1999 et 2005 sur trois de ses anciennes élèves de Sarcelles, âgées de 12 à 17 ans au moments des faits. Il est aussi mis en examen pour « atteintes sexuelles aggravées » pour des agressions à l'encontre d'une quatrième jeune femme. Les agressions se sont déroulées essentiellement à Paris, à La Baule, dans les Hauts-de-Seine et le Val-d'Oise, soit dans le logement ou le véhicule d'Andrew Geddes, dans les locaux du club de Sarcelles où il travaille entre 1998 et 2007, tantôt lors de déplacements pour des compétitions,.
En mai 2015, Andrew Geddes est remis en liberté. Lors de l'instruction, il affirme  avoir eu des relations sexuelles consenties avec les adolescentes  âgées de 12 à 17 ans. Il reconnait toutefois que ces relations n'étaient « pas normales ». Par ailleurs, il avoue au moins un viol. Les victimes évoquent un « processus d’emprise »  au cours duquel elles sont isolées de leur famille et de leurs proches. Andrew Geddes les agresse sexuellement, souvent de façon violente, dans sa voiture, dans les toilettes du club ou lors de stages.
En 2020, lors de son premier procès devant la cour d'assises des Hauts-de-Seine des Hauts-de-Seine, il est condamné à 18 ans de réclusion criminelle pour les viols et agressions sexuelles de quatre de ses élèves des clubs de tennis de Sarcelles et Levallois-Perret. En juin 2020, il obtient sa remise en liberté jusqu'à un nouveau procès d'appel.
En janvier 2021,  alors qu'il est âgé de 53 ans, il est condamné en appel à 18 ans de réclusion criminelle devant la Cour d'assises d'appel. Il est reconnu coupable d’avoir violé et agressé sexuellement quatre mineures âgées de 12 à 17 ans au début des années 2000 et entre 2009 et 2014.
En 2023, Angélique Cauchy, violée de 12 à 14 ans par Andrew Geddes, témoigne devant une commission de l'Assemblée nationale,.